# Марія-Пінто
Марія-Пінто (ісп. María Pinto) — селище в Чилі. Адміністративний центр однойменної комуни. Населення селища — 1654 особи (2002). Селище і комуна входить до складу провінції Меліпілья і Столичного регіону.
Територія — 393,5 км². Чисельність населення — 13 590 мешканців (2017). Щільність населення — 34,5 чел./км².

## Розташування
Селище розташоване за 47 км на захід від столиці Чилі міста Сантьяго.
Комуна межує:
- на північному сході — з комуною Куракаві
- на півдні — з комуною Меліпілья
- на заході — з комунами Касабланка та Картахена